# Сирия на летних Олимпийских играх 1972
Сирия принимала участие в Летних Олимпийских играх 1972 года в Мюнхене (ФРГ) в третий раз за свою историю, но не завоевала ни одной медали. Сборная страны состояла из 5 спортсменов (4 мужчины, 1 женщина), которые приняли участие в соревнованиях по лёгкой атлетике, борьбе и стрельбе.